# Fort du Saint-Michel
Pour l’article homonyme, voir Fort Saint-Michel (Verdun).
Le fort du Saint-Michel, ou fort du Mont Saint-Michel, est un ouvrage fortifié de la place forte de Toul, en Meurthe-et-Moselle. Il est construit sur la butte du même nom (cote 389), principalement entre 1874 et 1878.

## Le fort originel

### Dates de construction (1874-1878)
- Ordre d'étude de l'ouvrage : 27 février 1874
- Approbation du projet par le ministre : 5 juin 1874
- Adjudication des travaux : 23 juin 1874
- Décret d'utilité publique et d'urgence : 4 décembre 1874
- Commencement des travaux : 1er juillet 1874
- Achèvement de l'ouvrage : 31 décembre 1878

### Coût estimatif de l'ouvrage
Le montant total est estimé à 2 459 000 francs français
- acquisitions : 47 700 francs français
- travaux : 2 411 300 francs français

### Armement
L'armement total s'établit à 68 pièces d'artillerie. Le fort disposait dans ses magasins de 190 tonnes de poudre et de 200 000 cartouches.
- Pièces sous tourelle : néant
- Pièces sous casemate : néant
- Pièces de rempart : 10 au réduit, 38 à l'ouvrage enveloppe
- Mortiers : 8
- Pièces de flanquement : 12 au réduit

### Casernement
Le fort pouvait accueillir 726 hommes. Une infirmerie de 35 hommes était présente. Il y avait 2 fours à pain de 300 rations. L'approvisionnement en eau était assuré par une citerne de 450 m3. Il n'y avait pas de puits.
- Officiers : 28
- Sous-officiers : 46
- Soldats : 652
- Chevaux : 6

### Architecture
Le fort du Saint-Michel est formé des éléments suivants :

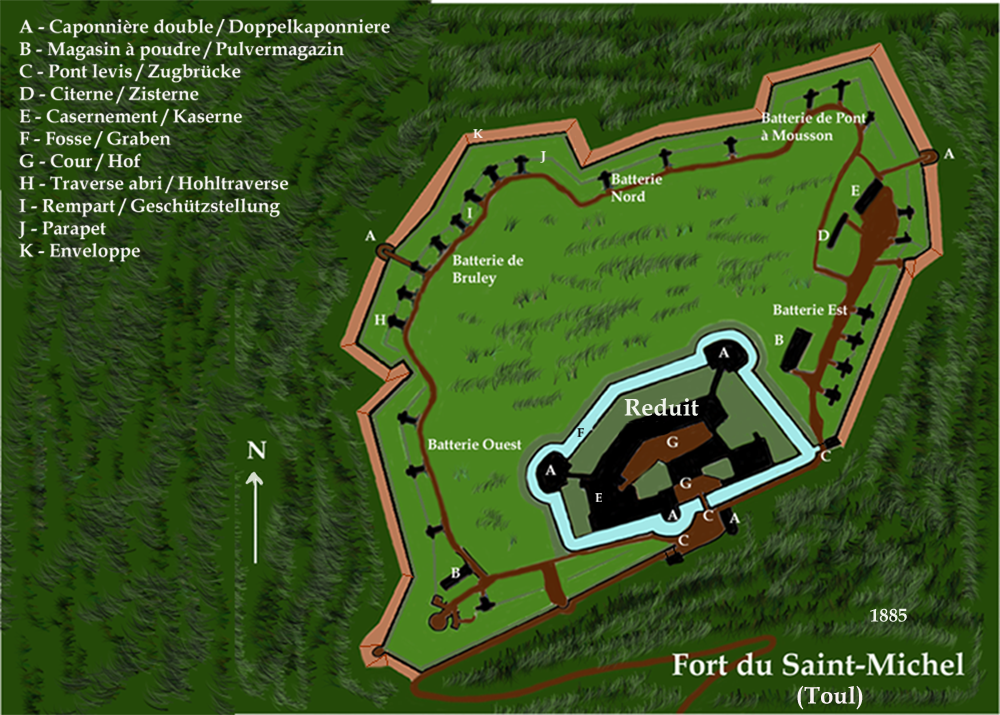
Plan du fort en 1885

1. une enceinte-enveloppe, ceinturant le bord du plateau, sans fossé, combinant un flanquement par casemates saillantes et un flanquement haut depuis les parapets. Le front Nord-Est est pseudo-bastionné avec tenaille. L'enveloppe relie entre elles plusieurs batteries à traverses-abris. La batterie Est (dite de Pont-à-Mousson) est paradossée par un terrassement pourvu, en 1882, d'un magasin à poudre. L'ouvrage met à couvert les défenseurs de l'enveloppe avant repli éventuel dans le réduit de défense ; il renferme, dans sa partie Nord, un petit casernement construit en 1874.
2. Un réduit, sur plan pentagonal, flanqué par une caponnière de gorge dont le niveau inférieur tire au-dessus d'une partie du mur d'escarpe (lui-même crénelé) de l'enveloppe et deux caponnières à orillons aux saillants du front d'attaque.

## La modernisation

### Modernisations en1888-1889
Bétonnage des casernes du réduit et de la petite caserne de l'enveloppe.
Construction d'un abri caverne dans la contrescarpe du fossé du réduit et deux abris cavernes dans la pente reliés au fort par communication souterraine.
À l'extrémité Nord de la batterie de Pont-à-Mousson, une tourelle Mougin pour deux canons de 155 mm, à tubes saillants, est réceptionnée le dimanche 7 septembre 1890.(modèle expérimenté en 1888 au camp de Châlons, non acquise à l'étranger). La batterie dite de Bruley (Nord-Ouest de l'enveloppe) est reportée à 20 m en arrière de son emplacement originel après comblement des plateformes.

### Programme 1900
Établissement, en 1891, d'un observatoire à éclipse de type Bussière sur un saillant du front Nord de la même enveloppe.
Seconde campagne de modernisation à partir de 1901 :
- enceinte béton surmontée d'une grille en avant de l'enveloppe avec abris d'escouades, le tout formant un chemin couvert (1901-1904) ;
- communication souterraine entre les 2 groupes de casemates cavernes du flanc Sud de la butte et le réduit (1902) ;
- galeries souterraines entre les casemates-cavernes (? 1887) du fossé Nord du réduit et le front Nord de l'enveloppe (1905) ;
- galerie souterraine et monte-charge entre le magasin de secteur (1887) du versant Sud-est de la butte et la tourelle de 155 (1907) avec amorce d'une galerie de (?) contremine (inachevée) en direction du versant Est de la butte.
- Établissement d'un poste optique (? 1910), dans le réduit en liaison avec les ouvrages suivants : p.o. de Charmes-la-Côte (7 700 m au Sud-Ouest), p.o. du plateau de Lucey, fort de Frouard.

### Programme complémentaire 1908
Il était prévu de construire trois tourelles de 75 mm, on ajouta au programme complémentaire une batterie de deux tourelles de 155 mm court. Les tourelles furent supprimées, on décida de réaliser un abri à l'épreuve pour le gouverneur et son état-major, ainsi que le bétonnage de la citerne.

### Garnison et armement en 1914
- Une compagnie d'infanterie (47e régiment d'infanterie territoriale), renforcée par un bataillon du 42e régiment d'infanterie territoriale employé sur Nancy

L'ouvrage disposait de 2 110 places protégées dans les casemates et pour 136 places non protégées.
- Une batterie (6e régiment d'artillerie à pied),

Outre l'armement sous tourelle, six canons revolvers et six canons de 12 culasse pour la défense des coffres, il faut ajouter l'armement de rempart : dix canons de 155L, six canons de 120L, six canons de 90 et huit mortiers.
- En 1914, l'ouvrage souffrait d'un certain nombre de défauts inhérents à sa construction et à la nature rocheuse du plateau qui limitait considérablement les capacités d'enfouissement : visibilité des traverses des batteries de l'enveloppe, flanquement défectueux au Sud, ressources en eau limitée (citerne alimentée par station de pompage située au bord du canal de la Marne au Rhin.

## État actuel
Les parements de maçonneries sont en bon état, mais il existe des dégradations locales importantes (piedroits de la caserne de gorge du réduit) ; cuirassements mis à la ferraille (il subsiste le pivot hydraulique de la tourelle de 155...). Ouvrage aliéné au profit d'un propriétaire privé en 2000. Le fort du Saint-Michel (dénomination officielle, en 1887 : fort Klein), coiffait l'organisation défensive de la butte Saint-Michel, fortement renforcée après 1880 : magasins à poudre central et de secteur, casemates cavernes (1887-1888), usine frigorifique (1910-1913), desserte par voie de 0,60 m (depuis 1890) qui desservait une partie de l'intérieur de l'ouvrage (plateformes de la batterie de Pont-à-Mousson). Équipements partiellement en place : ponts-levis escamotables dans le fossé, système Pilter (enveloppe et réduit).